# Grand Prix SAR La Princesse Lalla Meryem 2012
Grand Prix SAR La Princesse Lalla Meryem 2012 var en professionel tennisturnering for kvinder, der blev spillet udendørs på grus. Det var den 12. udgave af Turnerungen som var en del af WTA Tour 2012. Turneringen blev afviklet i Fés, Marokko fra den 23. til den 29. april, 2012.

## Finalerne

### Damesingle
Uddybende artikel: Grand Prix SAR La Princesse Lalla Meryem 2012 (damesingle)
- Kiki Bertens - Laura Pous Tió, 7–5, 6–0
- Det var Bertens første titel i karrieren.

### Damedouble
Uddybende artikel: Grand Prix SAR La Princesse Lalla Meryem 2012 (damedouble)
- Petra Cetkovská /  Alexandra Panova –  Irina-Camelia Begu /  Alexandra Cadanțu, 3–6, 7–6(7–5), [11–9]